# История христианства
История христианства охватывает около двух тысяч лет.

## Доникейский период (I — начало IV века)
Ранний период церковной истории охватывает три века — до Никейского (I Вселенского) Собора.

### Апостольский век

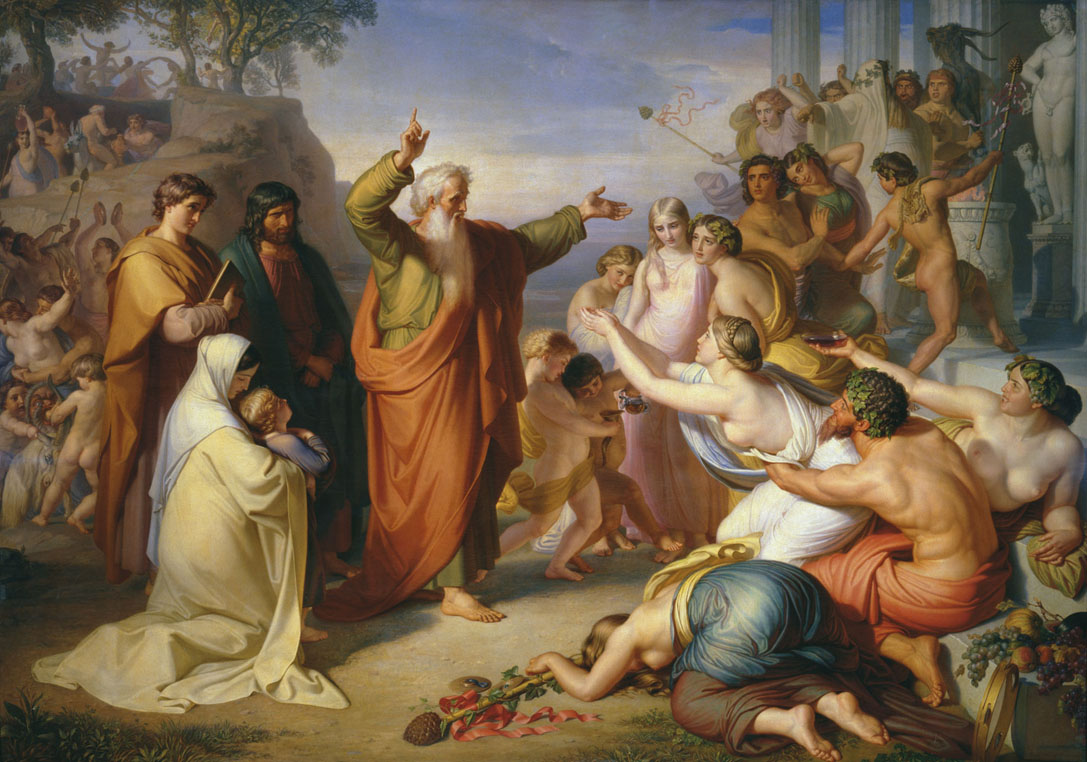
Апостол Иоанн Богослов, проповедующий на острове Патмос во время вакханалий

I век обычно называют апостольским. По преданию, после Пятидесятницы апостолы недолго оставались в окрестностях Иерусалима (где начались гонения на христиан), и, направляемые Духом Святым, отправились на всемирную проповедь.
Миссия апостола Павла и Варнавы показала, что для успеха проповеди не следует связывать обращаемых язычников иудейским законом. Апостольский Собор в 49 году в Иерусалиме утвердил эту практику. Но не все были согласны с его решением. «Иудействующие» образовали раскол эвионитов и назореев. Эти первые десятилетия светские историки называют временем «иудео-христианства», когда Новозаветная Церковь ещё существовала внутри Ветхозаветной, христиане посещали Иерусалимский храм и т. д. Иудейская война 66—73 годов положила конец этому симбиозу. Она началась с восстания иерусалимских националистов против римской власти. Нерон направил на усмирение провинции Веспасиана и Тита. В итоге Иерусалим был полностью разрушен, а храм сожжён. Христиане, предупреждённые откровением, отказались сражаться за иудейское царство и заранее удалились из обречённого города.
В церковной же истории такой период как «иудо-христианство» отрицается, напротив, с самого зарождения христианства иудеи стали резкими противниками и гонителями его. О гонениях их на апостолов и первых христиан немало сообщается в новозаветной книге Деяний апостольских.
Так, в 132 году н. э., в Палестине вспыхнуло восстание под началом Симона Бар-Кохбы. Еврейский религиозный лидер рабби Акива провозгласил его «мессией». По рекомендации того же рабби Акивы Бар-Кохба убивал христиан-евреев. После прихода к власти в Римской империи первого императора-христианина святого Константина Великого эти напряжённые отношения нашли новые выражения, хотя многие меры христиан-императоров, которые иудейские историки традиционно представляют как гонения на иудаизм, преследовали цель просто защитить христиан от иудеев.

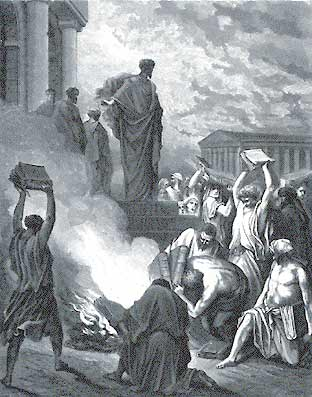
Ефесяне сжигают книги после проповеди апостола Павла

После разрушения Иерусалима наиболее христианизированными были восточные провинции Римской империи, хотя значение церковного центра переходит к столице империи — Риму, освящённому мученичеством апостолов Петра и Павла. С правления Нерона начинаются гонения на христиан со стороны римских императоров. Последний апостол Иоанн Богослов умирает около 100 года, и с ним заканчивается апостольский век.

### «Апостольские мужи»
Время первохристианства I—II веков отмечено деятельностью «апостольских мужей» — первохристианских писателей, бывших учениками самих апостолов. К числу наиболее известных из них относят священномученика Игнатия Богоносца, осуждённого на смерть во времена гонений императора Траяна, и священномученика Поликарпа Смирнского, который был сожжён на костре в гонение императора Марка Аврелия († 167).
На Западе начальный этап Церкви был связан с двумя главными культурными центрами Европы: Афинами и Римом. Наиболее известными «апостольскими мужами» западной Церкви считаются священномученик Дионисий Ареопагит, ученик апостола Павла, первый епископ Афин, которому приписываются несколько писем и трактатов по христианской мистике (ареопагитики), и выдающийся проповедник св. Климент, папа Римский, из сочинений которого сохранилось только его послание к Коринфянам. По преданию, в 95 году Дионисий Ареопагит был послан св. папой Климентом во главе миссии на проповедь в Галлию, где и погиб в гонение Домициана около 98 года. Сам св. Климент был сослан императором Траяном в каменоломни Инкермана (Крым) и около 101 года утоплен.
К числу мужей апостольских относят:
- Апостола Варнаву;
- Дионисия Ареопагита;
- Ерму;
- Игнатия Антиохийского (Богоносца);
- Климента Римского;
- Папия Иерапольского;
- Поликарпа Смирнского.

Также к трудам апостольских мужей относится сочинение «Дидахе» (Учение 12-ти апостолов).

### «Апологеты»
Апостольские мужи явились переходной группой от самих апостолов к апологетам. Апология (греч. «оправдание») — это слово о заступничестве, направляемое к императорам-гонителям. Оправдывая христианство как справедливую и разумную религию, апологеты вольно или невольно переводили истины веры на язык разума, и так рождалось христианское богословие. Первым из подобных апологетов-богословов был мученик Иустин Философ из Самарии, философ-платоник, после своего обращения (около 133) прибывший в Рим, где основал богословскую школу для борьбы с еретиками-гностиками. Иустин Философ погиб в гонение императора Марка Аврелия в 166 году.
Около 179 года африканский философ-стоик Пантен преобразовал Александрийское огласительное училище (по преданию, основанное ещё апостолом и евангелистом Марком) в богословскую школу. Здесь родилась древнейшая традиция Александрийского богословия, у истоков которого стояли:
- Святитель Климент Александрийский († 215) — ученик Пантена, автор знаменитой трилогии «Протрептик» — «Педагог» — «Строматы»;
- Ориген († 253), энциклопедически образованный и очень плодовитый автор, крупнейший экзегет, пытавшийся согласовать христианство с высшими достижениями эллинской мысли. Учение Оригена впоследствии было отвергнуто Церковью из-за уклона в сторону неоплатонизма;
- Святитель Афанасий Великий;
- Святитель Кирилл Александрийский;
- Святитель Дионисий Александрийский († 265) — ученик Оригена, около 232 года возглавивщий Александрийскую школу, автор первой Пасхалии, известный своей обширной перепиской, а также полемикой с еретиками монархианами;
- Святитель Григорий Чудотворец († 270) — ученик Оригена, выдающийся аскет, автор первого Символа веры, епископ Неокесарийский, глубокий проповедник, борец с ересью Павла Самосатского.

Отцом христианской догматики считается западный богослов священномученик Ириней Лионский († ок. 202). Он был учеником священномученика Поликарпа Смирнского, а около 180 года стал епископом Лионской Церкви в Галлии, где написал обширный труд «Пять книг против ересей». Мученически погиб в гонение императора Септимия Севера.
Один из поздних латинских апологетов был Квинт Тертуллиан, живший в Карфагене (Северная Африка), где около 195 года он стал пресвитером. Антиномист и автор многих политических трактатов, он знаменит своим ригоризмом и парадоксальным противопоставлением веры разуму («Верую потому, что абсурдно»). Этот воинственный иррационализм увёл его из Церкви в секту монтанистов (примерно с 200 года).
Другой апологет западной Церкви священномученик Ипполит Римский († ок. 235 г), епископ Римский, был учеником священномученика Иринея Лионского прославился как философ, экзегет, ересеолог и церковный писатель. Его главная работа «Опровержение всех ересей» (в десяти книгах) направлена против гностиков. Он боролся также против антитринитарного учения Савеллия. Мученически погиб в гонение императора Максимина Фракиянина.
В 251 году началось антихристианское гонение императора Деция — одно из самых кровавых и опустошительных. В Риме погиб Фабиан (папа римский), и его кафедра пустовала целых 14 месяцев. Замечательный богослов Киприан, епископ Карфагена, вынужден был бежать и скрываться. Не все христиане могли выдержать жестокие пытки — некоторые отрекались от Христа и отпадали от Церкви. По окончании гонения встал вопрос: можно ли принимать их обратно?
Святитель Киприан Карфагенский и новый папа Корнелий считали, что это возможно (при определённых условиях). Ригористически настроенный римский пресвитер Новатиан считал, что Церковь не должна прощать грешников, отрёкшихся от Христа во время гонений. Он обвинил Корнелия в недопустимых послаблениях, а себя провозгласил истинным преемником Фабиана (антипапа) и главой «Церкви чистых» («кафаров»). Святитель Киприан и Корнелий на Соборе 251 года отлучили новатиан от Церкви за немилосердие и нарушение канонической дисциплины. Во время следующего гонения священномученик Киприан добровольно принял смерть за Христа. Такова история одного из первых дисциплинарных расколов (новатианского).
Он имел большие последствия, потому что конец Доникейского периода ознаменовался крупнейшим гонением императоров Диоклетиана и Галерия (302—311). Было огромное число свв. мучеников, но и много отпавших. Опустошение дополнилось политической смутой, которая завершилась только с воцарением Константина Великого. В 313 году Константин предоставил Церкви свободу вероисповедания (Миланский эдикт). Но часть африканских епископов во главе с Донатом (соперником законного епископа Цецилиана) учинила новый раскол, провозгласив себя «Церковью мучеников», а остальных — предателями и соглашателями с безбожной государственной властью (св. император Константин принял крещение только перед смертью). Субъективно это было движением против огосударствления Церкви за сохранение её свободы. Но объективно оно разрушало африканскую (Карфагенскую) Церковь и стало главной причиной её последующего исчезновения.
Новатианский и донатистский соблазн раскольничьей «чистоты» в дальнейшем отозвался на Западе ересями катаров и вальденсов, а на Востоке — движением богомилов и стригольников.
Известны и другие христианские апологеты первых веков жизни Церкви:
- Агриппа Кастор;
- Аполлинарий Клавдий;
- Аристид Афинский;
- Аристон Пелльский;
- Афинагор Афинский;
- Марк Минуций Феликс;
- Мелитон Сардийский;
- Поликрат Эфесский;
- Родон;
- Татиан;
- Феофил Антиохийский.

Доникейский период завершился крупнейшим за всю историю христианства «Диоклетиановым гонением» (302—311), целью которого было полное уничтожение Церкви. Но, как это всегда бывает, гонение только способствовало утверждению и распространению христианства.

### Христианство за пределами Римской империи
В 301 году Великая Армения стала первой страной, принявшей христианство в качестве государственной религии, что связано с именами святого Григория Просветителя и армянского царя Тиридата III Великого.
Именно Великое гонение при императоре Диоклетиане заставляет общину девичьего аскетерия, спасаясь, бежать из Рима в Армению. Однако святые девы были замучены и убиты армянским царём Тиридатом, также гонителем на христиан. Но после содеянного Тиридат серьёзно заболел, и исцелить его смог только Григорий Просветитель, который до этого за свою веру во Христа был заключён в темницу и провёл там 13 лет. Излечившись от тяжёлой болезни, царь Тиридат, раскаявшись в своих преступлениях перед Богом, крестился сам и объявил христианство государственной и единственной религией в Армении. Таким образом, Великая Армения стала первым в мире христианским государством.
Многочисленные христианские общины существовали и в Центральной Азии.
Эпоха гонений в Римской империи закончилась с воцарением святого равноапостольного Константина Великого. Начался новый период истории Церкви.

## Период Вселенских Соборов (IV—VIII вв.)

### Миланский эдикт
В 313 году при императоре Константине Великом произошло знаменательное событие в жизни христианства — Церковь получила полную свободу деятельности в Римской империи. При легализации христианства и количественном увеличении его последователей обнаружились существенные расхождения вероучения и богослужебной практики христиан разных частей этой империи. Для достижения единообразия в христианском вероучении и в богослужебной практике, стали созываться Вселенские соборы, на которых происходило формирование и раскрытие догматов. Однако некоторые соборы не только не примирили церковных оппонентов, но и послужили к разделению христианства на отдельные течения: арианство, несторианство, монофизитство.
Император Феодосий I Великий (346—395) сделал христианство государственной религией. Вмешиваясь в дела Церкви, императоры иногда становились покровителями, и даже инициаторами, ересей (напр., монофелитство и иконоборчество — типично императорские ереси).

### Расцвет монашества в Египте, Сирии и Палестине
Обращение огромных масс язычников понизило процент сознательных христиан из общего их количества, что привело к обмирщению Церкви и возникновению протестных движений. Аскетически настроенные христиане скрывались от мирских соблазнов в пустынях, благодаря им в IV веке возникает и быстро расцветает монашество, появляются огромные монастыри.
Древнейшим считается Египетское монашество. Его основатель преподобный Антоний Великий ещё в 285 году удалился в глубину пустыни на гору Колизму. Его ученик — преподобный Макарий Египетский положил начало подвижничеству в Скитской пустыне, а преподобный Пахомий Великий основал около 330 года первый египетский монастырь в Тавенисси.
В Палестине основателями монашества были преподобный Харитон Исповедник — строитель Фаранской лавры (330-е годы) и преподобный Иларион Великий — строитель Лавры у Маюма (около 338).
В Сирии — преподобный Иаков Низибийский († 340-е годы) и его ученик преподобный Ефрем Сирин (373), который также известен как родоначальник Эдесско-Низибийской богословской школы.

### Появление ислама как политического фактора
В начале VII века в христианском мире произошли крупные потрясения, связанные с возникновением и экспансией ислама. Родина христианства — Палестина, а также древнейшие христианские области (Сирия, Египет, Малая Азия, весь север Африки) оказались захвачены врагами христианства. В 711 году арабы переправились также через Гибралтарский пролив, быстро захватили Испанию и двинулись вглубь современной Франции.

## Разделение церквей (формальнов 1054 году)
Ещё в IV веке Римская империя разделилась на Восточную (Византийскую) и Западную. В Восточной части утвердилась ортодоксально-никейская вера, а Западная была завоёвана различными, преимущественно германскими, варварами (вестготами, остготами, вандалами, лангобардами, бургундами, свевами, аланами), которые приняли христианство в арианской форме.
Поводом Великой схизмы 1054 года послужил спор из-за земель в Южной Италии, формально принадлежавших Византии. Узнав, что греческий обряд там вытесняется и забывается, Константинопольский патриарх Михаил Керуларий закрыл все храмы латинского обряда в Константинополе. Одновременно он требовал от Рима признать себя равным по чести Вселенским патриархом. Лев IX отказал ему в этом и вскоре умер. Между тем в Константинополь прибыли папские послы во главе с кардиналом Гумбертом. Патриарх Михаил Керуларий не принимал их, а лишь предъявлял письменные обличения латинских обрядов. Гумберт, в свою очередь, обвинил патриарха в нескольких ересях, а 16 июля 1054 года самовольно объявил анафему патриарху и его последователям. Михаил Керуларий ответил Соборным постановлением (воспроизводящим все обвинения Фотия в 867 году) и анафемой на всё посольство. Таким образом, это была очередная схизма, далеко не сразу осознанная как окончательный разрыв между Востоком (Православием) и Западом (Католицизмом).
Действительное разделение церквей было длительным процессом, проходившим на протяжении четырёх столетий (с IX по XII века), а его причина коренилась в возраставшем различии экклезиологических традиций.

### Крестовые походы
Крестовые походы (1095—1270), военно-колонизационные походы европейцев на Ближний Восток (в Палестину, Сирию, Египет, Тунис) в конце XI—XIII веках в форме паломничества с целью освобождения Святой Земли (Палестины) и Гроба Господня (в Иерусалиме) от «неверных» (мусульман). Отправляясь в Палестину, их участники нашивали красные кресты себе на грудь, возвращаясь, нашивали его на спину; отсюда название «крестоносцы».
Инициатором и главным организатором крестоносного движения стало папство, существенно укрепившее свои позиции во второй половине XI века. В результате Клюнийского движения (см. также Клюнийское аббатство) и реформ Григория VII (1073—1085) значительно возрос авторитет католической церкви, и она вновь могла претендовать на роль лидера западно-христианского мира.

### Монголо-татарское иго
В середине XIII веке всю Евразию потрясла невиданная по размаху Монгольская агрессия. Радикальные политические изменения повлияли и на историю христианства. Сравнительно молодая Русская православная церковь получила сильный удар, после которого Киев и другие православные юго-западные русские княжества оказались разорены настолько, что стали лёгкой добычей Литвы, где господствовали язычники, склонявшиеся к принятию католицизма. Русское православное население искало спасения в таёжных лесах и болотах северо-восточных земель, где языческое население ещё преобладало над православным. Центр Русской церкви из Киева сместился сюда же — на территорию Владимиро-Суздальского княжества. В конце 1325 года постоянным местопребыванием Киевских митрополитов стал город Москва.
Монгольские войска сокрушительно прошли и по другим христианским странам Европы, дойдя до Адриатического моря, но быстро их покинули. Поэтому католицизм сохранил способность к агрессии против порабощённых православных народов востока Европы (Невская битва, Ледовое побоище, Латинская империя в Константинополе и т. п.).
Первоначально монголы толерантно относились ко всем религиям, в том числе к христианству. Христиане получили возможность даже распространять своё вероучение среди язычников, появилась православная Сарайская епархия в столице монгольской Золотой Орды Сарае. Значительные свободы вероисповедания, на первых порах, были подтверждены несторианам, которые ещё существовали в Средней Азии, Китае и Индии, также захваченных монголами.

### Разделения Русской митрополии
Литовские князья, захватившие значительную часть русских земель с православным населением, не желали подчинения своих подданных митрополиту, постоянно проживающему во враждебной им Москве, и настойчиво требовали от Константинопольского патриарха, которому тогда ещё подчинялась вся Русская церковь, отдельного митрополита. В нескольких списках с росписей епархиям Константинопольского престола, составленных при Андронике II Палеологе, написано, что Литовская митрополия существовала с 6800 (1291/2) года, а в одном списке датой учреждения Литовской митрополии указан 6808 (1299/1300) год.
В списках с Росписей есть уточнение — Литва, диоцез Большой Руси, со столицей в Малом Новгороде. Русский историк А. Павлов предположил, что датировка 1292 годом является, скорее всего, ошибкой переписчика, и вероятной датой основания Литовской митрополии следует считать 1300 год.
Кроме того, для управления юго-западной частью митрополии Руси константинопольский патриарх Афанасий в 1303 году возвёл галицкого епископа Нифонта в сан митрополита Галицкого.
В 1385 году литовский великий князь Ягайло, вступая в брак с польской королевой Ядвигой, заключил соглашение о династическом союзе между Великим княжеством Литовским и католической Польшей, по которому он провозглашался польским королём, с обещанием обратить всех своих русских православных подданных в католицизм.

## Падение Константинополя в 1453 году
Продолжавшееся несколько столетий постепенное ослабление Византийской империи завершилось захватом Константинополя — её столицы турками-османами в 1453 году. Все православные страны оказались под игом мусульман: Великое княжество Московское до Стояние на реке Угре в 1480 году ещё оставалось одним из улусов Золотой орды.

### Возвышение Русской церкви на православном востоке
Православная церковь в Северо-Восточной Руси на соборе своих епископов в 1448 году в Москве самостоятельно избрала своего предстоятеля, что де-факто (признано в 1589 году) стало началом независимого бытия Московской церкви (Киевская митрополия вплоть до половины XVII века оставалась в составе Константинопольского патриархата).
Московское государство в 1480 году добилось и полной независимости от монголо-татар. С 1547 года царство, с 1721 года Российская империя, русское государство в последующие три столетия поступательно расширяет свою территорию, одновременно расширяя пределы юрисдикции российской церкви.

### Старообрядческий раскол
При внешнем благополучии, внутри Русской церкви и государства периодически возникают протестные движения (стригольники, ересь жидовствующих, народные восстания, смутное время, соляной бунт, и др.). Самым продолжительным можно признать старообрядческий раскол.
Оставшись единственным православным государством, Россия стала претендовать на роль лидера и духовного центра. Этому, по мнению царя Алексея Михайловича и патриарха Никона, мешали некоторые обрядовые расхождения с Греческой церковью, от которой получила своё начало Русская церковь. Однако не все в России приняли внесённые изменения. Противники отказались от общения, образовав раскол. В дальнейшем старообрядчество распалось на несколько течений: поповство, беглопоповство, беспоповство, Единоверие, и др.

## Возникновение и развитие протестантизма
Во всех христианских странах государи по своему произволу назначали и низлагали епископов и священников, но вскоре после раскола христианской церкви 1054 года, Григорий VII (папа римский) неожиданно провозгласил верховенство церковной власти над светской, и для доказательства своего права учредил Болонский университет, где скрупулёзному исследованию и христианскому толкованию подверглись многотомные «Дигесты» византийского императора Юстиниана. Подчинение папской власти всей феодально раздробленной западной Европы способствовало возникновению европейской науки в итальянских университетах, развитию технологий строительства грандиозных храмов и рыцарских замков, распространению огнестрельного оружия, книгопечатания, ренессансу в искусстве и великим географическим открытиям.
Однако «Борьба за инвеституру» и последовавшее беспрецедентное вмешательство церкви во все стороны жизни европейцев (Святая инквизиция) вызывало разнообразные протесты. Массовые злоупотребления священным саном послужили поводом для выступлений Мартина Лютера, Жана Кальвина, Генриха VIII и их сподвижников против римского папы. В Шмалькальденской войне ни протестантам, ни католикам, не удалось добиться полной победы, поэтому Аугсбургский религиозный мир закрепил сосуществование обеих религий. Благодаря распространению европейского колониализма на весь мир, даже самые отдалённые места земли стали доступны христианским проповедникам, имеющим разнообразные средства информации.
Однако многие основополагающие принципы возникшего буржуазного общества оказались чуждыми, и даже враждебными, первоначальным евангельским идеям. Свободомыслие, гуманизм, рационализм положили начало эпохи просвещения, расцерковления, антиклерикализма и полного атеизма.
Наиболее ожесточённая открытая борьба против христианства произошла в России в середине XX века (преследования от КПСС). В век глобализации христианство выступает против разврата, наркомании, жестокости, неуёмного обогащения, культа наслаждений.